# Aedes cozi
Aedes cozi är en tvåvingeart som beskrevs av Cornet 1973. Aedes cozi ingår i släktet Aedes och familjen stickmyggor.
Artens utbredningsområde är Senegal. Inga underarter finns listade i Catalogue of Life.